# 剣山神社
剣山神社（つるぎさんじんじゃ）は、徳島県徳島市眉山町の眉山公園に鎮座する神社。眉山剣山神社（びざんつるぎやまじんじゃ）などとも称される。また、劔山神社、眉山劔山神社といったように、剣（つるぎ）の表記に旧字体の「劔」が頻繁に用いられる。

## 歴史
1915年（大正4年）に「別格 剱山本宮」として、講社梅鉢組を中心に剣山の遙拝所として創建。
1958年（昭和33年）に剱山本宮をはじめ、剣山頂上及び奥宮の摂社・末社・総山の580余の末社の御分霊を勧請。

## 祭神
- 素戔嗚尊
- 安徳天皇
- 大山祇神

## 交通
- JR「徳島駅」から車で約20分。